# Manuel Larraín Errázuriz
Monseñor Manuel Larraín Errázuriz (Santiago, 17 de diciembre de 1900 - accidente en Rosario - VI Región, 22 de junio de 1966) fue un sacerdote chileno. Obispo coadjutor de Talca entre 1938 y 1939 y obispo diocesano entre 1939 y 1966.

## Primeros años de vida
Hijo de Manuel Larraín Bulnes y Regina Errázuriz Mena, ingresó a estudiar al Colegio San Ignacio y desde 1909 fue compañero y amigo de san Alberto Hurtado.
Estudió Derecho en la Pontificia Universidad Católica de Chile, para luego ingresar al Seminario y completar su formación en la Pontificia Universidad Gregoriana.

## Sacerdocio
El 16 de abril de 1927 Larraín Errázuriz fue ordenado sacerdote del clero de la Arquidiócesis de Santiago.

### Obispo
El 7 de mayo de 1938 la Santa Sede lo designó obispo coadjutor de monseñor Carlos Silva Cotapos, obispo de la Diócesis de Talca. El 21 de enero de 1939, junto con la aceptación de la renuncia de Silva Cotapos por edad, Larraín Errázuriz lo sucedió como obispo de la diócesis maulina.
Cumplió un destacado rol en la Iglesia católica chilena. Su carrera eclesiástica se desarrolló paralelamente a la de san Alberto Hurtado, con el cual serían los sacerdotes católicos más importantes de la primera mitad del siglo XX chileno. Fue un obispo reformador, muy ligado a los jóvenes y a la Acción Católica, de la cual fue asesor junto a San Alberto Hurtado, razón por la cual es muy recordado entre los políticos, en especial los pertenecientes al Partido Demócrata Cristiano.
Junto al cardenal Raúl Silva Henríquez, en 1962 comenzó la implementación de la Reforma Agraria chilena, en los predios de la Diócesis de Talca y la Arquidiócesis de Santiago.
Desde 1962 a 1965 tuvo una destacada participación en el Concilio Vaticano II, donde formó parte del sector más progresista. Fue uno de los cuarenta obispos firmantes del Pacto de las catacumbas de Domitila, por el que se comprometieron a caminar con los pobres asumiendo un estilo de vida sencillo y renunciando a todo símbolo de poder.
Fue fundador del Consejo Episcopal Latinoamericano y vicepresidente de la Conferencia Episcopal de Chile.
Falleció producto de un accidente automovilístico mientras viajaba de Santiago a Talca. Sus funerales se realizaron el 25 de junio de 1966 con la asistencia del entonces presidente de Chile Eduardo Frei Montalva y gran parte de su gabinete. Fue enterrado en la Catedral de San Agustín (Talca).